# Лидерсфелд
Лидерсфелд (њем. Lüdersfeld) општина је у њемачкој савезној држави Доња Саксонија. Једно је од 38 општинских средишта округа Шаумбург. Према процјени из 2010. у општини је живјело 1.106 становника. Посједује регионалну шифру (AGS) 3257021.

## Географски и демографски подаци
Лидерсфелд се налази у савезној држави Доња Саксонија у округу Шаумбург. Општина се налази на надморској висини од 54 метра. Површина општине износи 12,6 km². У самом мјесту је, према процјени из 2010. године, живјело 1.106 становника. Просјечна густина становништва износи 87 становника/km².

## Међународна сарадња
| Мјесто  | Држава   | Врста сарадње | Од    |
| ------- | -------- | ------------- | ----- |
| Гаујена | Летонија | контакт       | 2000. |
| Извор   |          |               |       |